# Anna Barańska
Anna Barańska Werblińska (Świdnica, 14 maggio 1984) è una pallavolista polacca.
Gioca nel ruolo di schiacciatrice nel Klub Piłki Siatkowej Chemik Police.

## Carriera
Iniziò la carriera nel 1999, tra le file del MKS Polonia Świdnica. Nel 2001 si trasferì al Gwardia Wrocław, dove restò fino al 2005. Nel 2005 venne ingaggiata dal Stowarzyszenie Siatkówki Kaliskiej Calisia Kalisz, con cui disputò tre stagioni, vincendo un campionato, una Coppa di Polonia ed una Supercoppa polacca. Proprio nel periodo trascorso nel Kalisz, riuscì ad ottenere le sue prime convocazioni in nazionale a partire dall'estate del 2006.
Nel 2008 si trasferì al Bialski Klub Sportowy di Bielsko-Biała. Nella sua prima stagione col nuovo club vinse la Coppa di Polonia, mentre la stagione successiva riuscì a vincere il campionato. Nell'estate del 2009, con la nazionale, vinse la medaglia di bronzo al campionato europeo.
Nella stagione 2011-12 viene ingaggiata dal Małopolski Klub Siatkówki Muszyna, con cui si aggiudica la Supercoppa polacca, mentre nella stagione successiva conquista la Coppa CEV.
Nella stagione 2013-14 veste la maglia della neopromossa Klub Piłki Siatkowej Chemik Police con cui si aggiudica tre Coppe di Polonia, quattro scudetti e due Supercoppe polacche; con la nazionale, nel 2015, vince la medaglia d'argento ai I Giochi europei.

## Palmarès

### Club
- Campionato polacco: 6

2006-07, 2009-10, 2013-14, 2014-15, 2015-16, 2016-17
- Coppa di Polonia: 5

2006-07, 2008-09, 2013-14, 2015-16, 2016-17
- Supercoppa polacca: 5

2007, 2010, 2011, 2014, 2015
- Coppa CEV: 1

2012-13

### Nazionale (competizioni minori)
- Giochi europei 2015

### Premi individuali
- 2014 - Coppa di Polonia: MVP